# Teodoro Sampaio (São Paulo)
Teodoro Sampaio  este un oraș în São Paulo (SP), Brazilia.